# Cestné a Stavebné Mechanizmy Tisovec
Cestné a Stavebné Mechanizmy Tisovec — компания-производитель военной техники. Расположение компании: город Детва, Словакия.

## История
В 1955 году в городе Детва был построен завод «Podpolianske Strojárne» (PPS). Сам завод принадлежал ЧССР и производил военную технику для республики, а также погрузчики для западноевропейских рынков. Завод был основным работодателем в Детве, на нём работало больше 70 % населения города. В 1967 году генеральный директор в Праге приказал об увеличении завода и строительстве нового жилья строителям в Новой Детве. В 1978 году сменил название на «ZÁVODY ŤAŽKÉHO STROJÁRSTVA».
После Бархатной революции и распада Чехословакии произошла нелегальная приватизация, характерная для государств Центральной и Восточной Европы, и фабрика была вынуждена прекратить производство и сократить численность своей рабочей силы с 8000 человек до 1000 человек с 1993 по 2005 год.
В 1990 году завод снова сменил название на «ZÁVODY ŤAŽKÉHO STROJÁRSTVA Tisovec, š.p.», являющееся государственным предприятием, и в 1992 году стал публичной компанией под названием «CESTNÉ A STAVEBNÉ MECHANIZMY Tisovec as».